# La notte ha mille occhi (film)
La notte ha mille occhi (Night Has a Thousand Eyes) è un film del 1948 diretto da John Farrow.
È un thriller psicologico noir statunitense con alcuni elementi fantastici che vede tra gli interpreti Edward G. Robinson, Gail Russell e John Lund. È basato sul romanzo del 1945 La notte ha mille occhi (Night Has a Thousand Eyes) di Cornell Woolrich.
Dopo aver scoperto di prevedere il futuro, il protagonista tenta di cambiare il destino della figlia di un amico, per evitarle la morte. Dimostrerà i propri poteri anche a costo della vita.

## Trama
A Los Angeles, in una notte stellata, una giovane donna benestante, Jean Courtland, cerca di buttarsi sotto un treno, angosciata perché si sente guardata dai «mille occhi» del creato, le stelle; ma viene salvata all'ultimo momento dal suo fidanzato, il geologo Elliott Carson. La morte sotto le stelle le è stata predetta da uno strano individuo, John Triton, che al tavolo di un ristorante racconta a lei e al fidanzato la propria storia.
Triton era un veggente e mentalista che una ventina di anni prima si esibiva con successo nei teatri di varietà insieme alla fidanzata Jenny e al comune amico Whitney Courtland. All'inizio si trattava soltanto di trucchi, ma un giorno Triton scoprì di avere delle premonizioni sempre più precise, che lo portavano a "vedere" cavalli vincenti, investimenti redditizi, ma anche gravi incidenti e, da ultimo, la morte di parto di Jenny. Temendo di essere lui stesso a provocare le disgrazie, lasciò il proprio lavoro di mago e scomparve improvvisamente dalla circolazione dopo avere raccomandato all'amico Whitney l'acquisto di un pezzo di terra in Oklahoma dove sarebbe stato scoperto uno dei più ricchi giacimenti petroliferi d'America. Whitney, diventato miliardario, sposò poi Jenny, che tuttavia morì davvero di parto, come da premonizione di Triton, dando alla luce Jean.
Dopo vent'anni di isolamento dal mondo e dagli esseri umani, Triton si rifà vivo dopo aver "visto" la morte di Jean, la figlia ormai adulta della donna un tempo amata. Nessuno gli crede, salvo Jean. Poiché tuttavia Triton ha fornito, della morte di Jean, una serie di dettagli molto precisi (la zampa di un leone, un fiore calpestato, un vaso rotto, un vento improvviso, una voce che dice «adesso non c'è più pericolo»), il fidanzato della ragazza avverte la polizia. Il tenente incaricato del caso da un lato arresta Triton, reputandolo un truffatore e ricattatore, e dall'altro prende tutte le precauzioni perché Jean sia sorvegliata a vista nella notte in cui, alle 23 precise, dovrebbe morire. Triton però ha visto anche qualcos'altro, riesce a convincere la polizia a rilasciarlo grazie a un'altra impressionante predizione di morte, facilmente verificata, e raggiunge Jean e gli altri nella villa in cui stanno per avvenire i fatti da lui predetti.
E tutto in effetti avviene a poco a poco, nonostante le precauzioni, come da premonizioni dettagliate di Triton. In realtà, anche se il veggente questo non lo ha visto, c'è davvero qualcuno che vuole uccidere Jean: uno degli ex soci del padre che stanno pianificando una fusione con le imprese petrolifere del defunto Courtland e per realizzarla devono eliminarne la figlia ed erede. Il potenziale assassino inganna tutti spostando le lancette di un orologio e facendo così credere che l'ora fatale sia già passata e l'ultima predizione del veggente non si sia verificata. Quando sta per uccidere Jean, interviene Triton, che salva la ragazza ma viene colpito a morte da un poliziotto che lo ha creduto l'aggressore di Jean. Viene subito a galla la verità, i colpevoli confessano, Jean è salva. Sul corpo senza vita di Triton si trova una lettera in cui il veggente ha predetto nei dettagli anche gli ultimi avvenimenti e la propria morte. «Sulla terra ci sono cose che ci sono ancora celate, segreti oscuri e misteriosi».

## Produzione
Il film, diretto da John Farrow su una sceneggiatura di Barré Lyndon e Jonathan Latimer, da un romanzo di Cornell Woolrich, fu prodotto da Endre Bohem per la Paramount Pictures e girato a Los Angeles da fine giugno ai primi di agosto 1947.

## Classificazione
Se il film di Farrow ha avuto in passato meno considerazione di quella che meritava, è anche perché è un'opera di difficile classificazione, sommando elementi di diversi generi: il poliziesco, il noir, il melodramma, il fantasy, l'horror. Renato Venturelli lo inserisce, dedicandogli parecchie pagine, nel suo libro L'età del noir, sottolineando come gli elementi onirici e psicanalitici del film fossero tipici della Hollywood degli anni Quaranta. Oreste De Fornari lo definisce «un noir con tracce di espressionismo (il protagonista è della famiglia di Caligari e di altri imbonitori) e ipotesi fantasy». Massimo Sebastiani e Mario Sesti lo inseriscono nel loro dizionario dei 500 migliori film polizieschi.

## Colonna sonora
- Nobody Knows the Trouble I Feel - canto tradizionale, suonata da Jerome Cowan

## Distribuzione
Il film fu distribuito con il titolo Night Has a Thousand Eyes negli Stati Uniti dal 13 ottobre 1948 al cinema dalla Paramount Pictures.
Altre distribuzioni:
- in Svezia il 22 novembre 1948 (Natten har tusen ögon)
- in Francia il 18 marzo 1949 (Les yeux de la nuit)
- in Finlandia il 13 maggio 1949 (Yöllä on 1000 silmää)
- in Giappone l'8 dicembre 1949
- in Germania Ovest il 23 dicembre 1949 (Die Nacht hat tausend Augen e Du stirbst um elf)
- in Austria il 3 febbraio 1950 (Die Nacht hat 1000 Augen)
- in Danimarca il 10 aprile 1950 (Natten har tusind øjne)
- in Portogallo il 18 agosto 1950
- in Brasile (A Noite Tem Mil Olhos)
- in Belgio (De nacht heeft duizend ogen e Les yeux de la nuit)
- in Grecia (I nyhta ehei hilia matia)
- in Italia (La notte ha mille occhi)
- in Spagna (Mil ojos tiene la noche)
- in Jugoslavia (Noc ima hiljadu ociju)

## Critica
Secondo il Morandini il film è "un noir dai risvolti occultisti e preternaturali che vale soprattutto come veicolo per l'ottimo Robinson".
Secondo Leonard Maltin il film è caratterizzato da una "intrigante storia" che però soffre di una sceneggiatura scontata.
Per Sebastiani e Sesti La notte ha mille occhi è una «suggestiva incursione del fantastico nel noir» che «culmina con un avvincente finale fortemente onirico».
Per Renato Venturelli il film è incentrato su un personaggio, quello di Edward G. Robinson, che percepisce continuamente «la presenza della morte nel mondo»: ne risulta un film «cupo e angoscioso, interamente percorso da un senso oppressivo di morte», ricco di laboriosi movimenti di macchina che rendono ancora più soffocante il rapporto «tra i personaggi e l'ambiente in cui si trovano».

## Curiosità
Il titolo del film deriva da una poesia di Francis William Bourdillon: «La notte ha mille occhi, / e il giorno uno solo».
In origine la protagonista femminile doveva essere non Gail Russell ma Joan Caulfield.

## Promozione
La tagline è: Never Have the Stars Looked Down on an Adventure Like This!.